# Messire
Messire est une revue de l'éditeur de bande dessinée petit format Aventures & Voyages qui a eu 21 numéros de juin 1962 à mars 1968. La revue a démarré comme un Spécial vacances de Lancelot paraissant trois fois par an jusqu'au n° 11, puis trimestriel ensuite. Il y eut 196 pages jusqu'au n° 13 et 164 ensuite.
Les reliures de Messire furent incluses dans les Spéciales vacances comme celles de Bengali jusqu'au n° 18. Il n'y eut donc qu'une seule reliure de Messire contenant les n° 19 à 21.
La plupart des couvertures furent signées par Enzo Chiomenti.

## Les séries
- Alan le Shériff noir : n° 11, 14.
- Johnny le Crieur de journaux (Augusto Pedrazza) : n° 4 à 7.
- La Patrouille blanche (Roger Lécureux & Franco Caprioli, Moreau de Tours) : n° 9, 10, 19 à 21.
- Lancelot (Jean Ollivier & Francey puis Santo D'Amico) : n° 1 à 11, 13, 15, 16.
- Le Superbe
- Oreste
- Renaud le Téméraire (J. Liera) : n° 12 à 21.
- Tabor (Augusto Pedrazza) : n° 1 à 3.